# Parafia Narodzenia Najświętszej Maryi Panny w Rzeszowie
Parafia Narodzenia Najświętszej Maryi Panny w Rzeszowie – parafia znajdująca się w diecezji rzeszowskiej w dekanacie Rzeszów Południe. Erygowana w 1975. Mieści się przy ulicy Staroniwskiej.

## Historia
W 1880 roku w Staroniwie Marcin i Katarzyna Klocowie zbudowali kapliczkę, która w 1973 roku stała się początkiem organizacji nowej parafii. Ks. Mieczysław Szela prowadził katechizację i zbudował zadaszenie przy kapliczce. W maju 1975 roku bp Ignacy Tokarczuk poświęcił dobudowaną prowizoryczną przybudówkę.
1 lipca 1975 roku została erygowana parafia pw. Narodzenia Najświętszej Maryi Panny, z wydzielonego terytorium parafii Chrystusa Króla. Gdy kapliczka okazała się za mała, Anna i Stefania Paja w Staroniwie Górnej ofiarowały budowany dom na kościół, który 27 maja 1981 roku został poświęcony przez bpa Tadeusza Błaszkiewicza. 
W 1984 roku rozpoczęto budowę obecnego murowanego kościoła, który 2 października 1999 roku został poświęcony przez bpa Kazimierza Górnego. W 2001 roku poświęcono kościół filialny pw. Matki Bożej Fatimskiej w Staroniwie Górnej. 9 września 2006 roku bp Kazimierz Górny dokonał konsekracji kościoła.

## Proboszczowie parafii
| Lata         | Proboszcz               |
| ------------ | ----------------------- |
| 1975–1981    | ks. Mieczysław Szela    |
| 1981–1989    | ks. Marian Przewrocki   |
| 1989–1998    | ks. Franciszek Dziedzic |
| 1998–obecnie | ks. Stanisław Jamiński  |

## Zasięg parafii
Źródło: 
Ulice
- Agrestowa
- Aleja Witosa
- Balistyczna
- Bednarska
- Celownicza
- Cukiernicza
- Cyprysowa
- Drukarska
- Herbaciana
- Jagodowa
- Jana Wywrockiego
- Kaletnicza
- Kamieniarska
- Koralowa
- Kowalska
- Krawiecka
- Kresowa
- Makowa
- Malarska
- Malinowa
- Masarska
- Piekarska
- Porzeczkowa
- Potokowa (1-19, 2-114)
- Rolnicza
- Rzemieślnicza
- Staroniwska
- Stolarska
- Strzelnicza (1-47, 2-16)
- Szewska
- Ślusarska
- Tkacka
- Truskawkowa
- Winogronowa
- Zielarska
- Złota
- Żelazna